# 古谷松雄
古谷 松雄（ふるや まつお、1950年12月8日 - 2024年12月11日）は、日本の政治家。元埼玉県北葛飾郡杉戸町長（4期）。

## 来歴
埼玉県北葛飾郡杉戸町出身。埼玉県立杉戸農業高等学校卒業。
青翔運輸株式会社設立、杉戸町議会議員（3期）を経て、2009年に杉戸町長に初当選。
2013年9月11日、埼玉県北葛飾郡杉戸町清地の県道交差点で、右折していた古谷の乗用車が横断歩道を渡っていた女性をはねて、左足骨折の重傷を負わせた。
2013年、2選を果たす。
※当日有権者数：---人 最終投票率：52.91%（前回比：---pts）
| 候補者名 | 年齢 | 所属党派 | 新旧別 | 得票数   | 得票率 | 推薦・支持         |
| -------- | ---- | -------- | ------ | -------- | ------ | ------------------ |
| 古谷松雄 | 62   | 無所属   | 現     | 14,684票 | 77.4%  | （推薦）自民、公明 |
| 福田孝雄 | 62   | 無所属   | 新     | 4,276票  | 22.6%  |                    |

2017年、3選を果たす。
※当日有権者数：38,350人 最終投票率：40.71%（前回比：－12.2pts）
| 候補者名 | 年齢 | 所属党派 | 新旧別 | 得票数  | 得票率 | 推薦・支持 |
| -------- | ---- | -------- | ------ | ------- | ------ | ---------- |
| 古谷松雄 | 66   | 無所属   | 現     | 7,520票 | 48.8%  |            |
| 都築能男 | 49   | 無所属   | 新     | 4,351票 | 28.2%  |            |
| 上田聡   | 55   | 無所属   | 新     | 3,546票 | 23.0%  |            |

2021年、4選。 埼玉県町村会の会長に就任（翌年に退任）。
※当日有権者数：37,588人 最終投票率：39.26%（前回比：－1.45pts）
| 候補者名 | 年齢 | 所属党派 | 新旧別 | 得票数  | 得票率 | 推薦・支持         |
| -------- | ---- | -------- | ------ | ------- | ------ | ------------------ |
| 古谷松雄 | 70   | 無所属   | 現     | 6,377票 | 43.6%  |                    |
| 窪田裕之 | 55   | 無所属   | 新     | 6,262票 | 42.8%  |                    |
| 木村芳裕 | 73   | 無所属   | 新     | 1,988票 | 13.6%  | （推薦）日本共産党 |

2022年6月20日、体調不良を理由に7月31日付で辞職する考えを表明し、3日後に開いた会見で、「『パーキンソン症候群多系統萎縮症』と医師から診断された」ことが理由であると明かした。2023年、旭日双光章受章。
2024年12月11日に死去。74歳没。